# Naval Station Norfolk

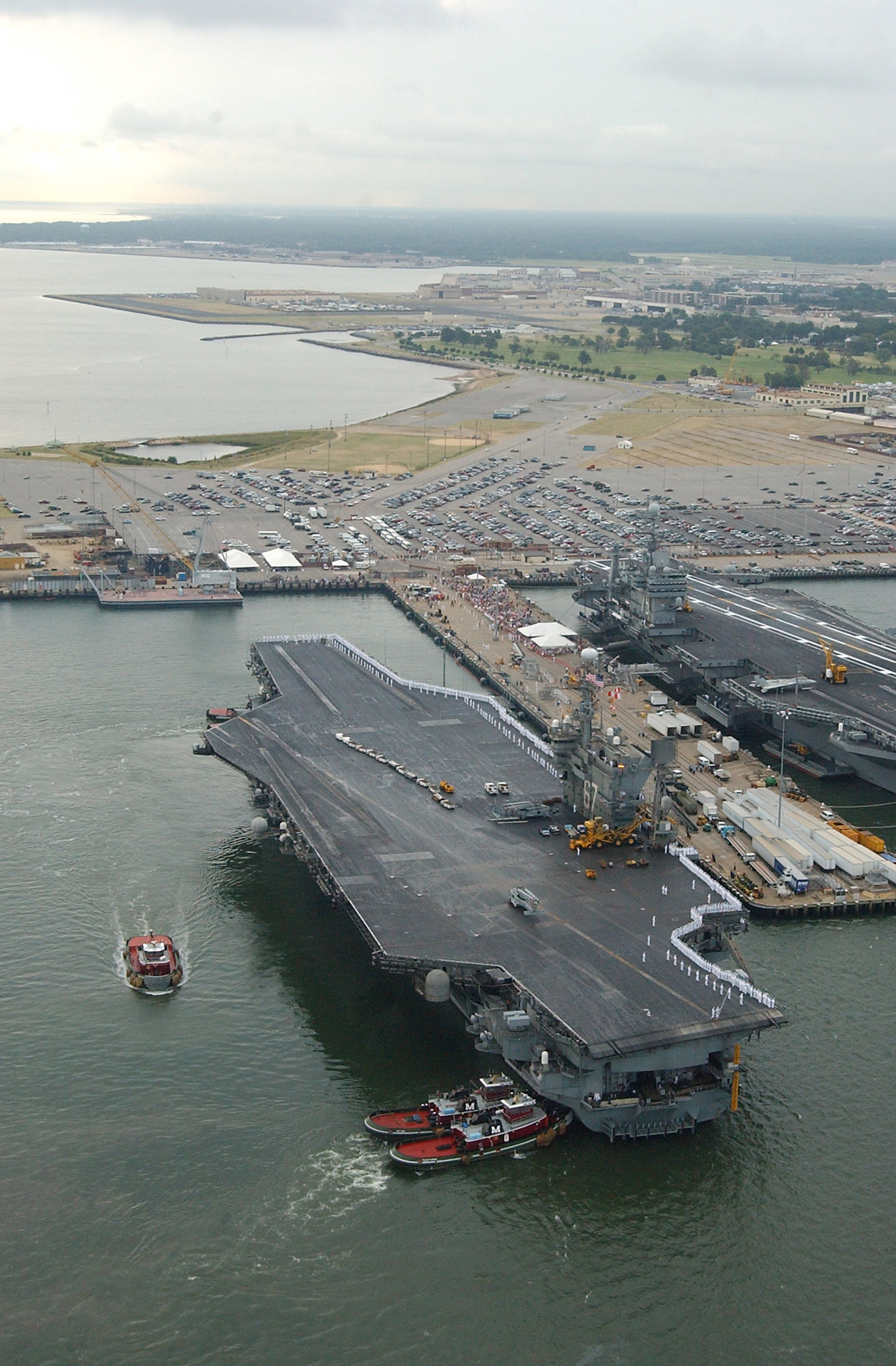
lotniskowiec USS "John F. Kennedy" podchodzi do pirsu w Naval Station Norfolk (15 sierpnia 2002)

Naval Station Norfolk (NAVSTA Norfolk) (NS Norfolk) – największa amerykańska - i prawdopodobnie na świecie - baza marynarki wojennej, położona na północny zachód od Norfolk w stanie Wirginia przy Zatoce Chesapeake, a jeśli wziąć pod uwagę wielkość miejscowej populacji wojskowych, prawdopodobnie największa na świecie baza wojskowa w ogóle.

## Opis bazy
Główne, czynne instalacje bazy obejmują 14 pirsów w których w trakcie pobytu w bazie stacjonuje 75 okrętów oraz 11 hangarów naprawczych, treningowych i serwisowych dla 134 samolotów. Ogółem NS Norfolk posiada 20 pirsów w wieku od kilku (pirs 10) do ponad 60 lat (pirs 7). Norfolk jest portem macierzystym dla 75 okrętów, w tym lotniskowców, krążowników, niszczycieli, wielkich okrętów desantowych, okrętów podwodnych oraz różnorakich okrętów wsparcia i logistyki. Portowe instalacje nawigacyjne kontrolują ruch ponad 3 100 okrętów rocznie, urządzenia portu rozciągają się na 6,4 km długości linii brzegowej, zaś suma długości pirsów i nabrzeży przekracza 11,3 km. W praktyce nie zdarza się jednoczesny pobyt wszystkich okrętów w bazie. Tylko jeden raz w historii zdarzył się jednoczesny pobyt w NS Norfolk 4 lotniskowców z napędem nuklearnym - 2 lipca 1997, kiedy w bazie zacumowały 4 lotniskowce z napędem nuklearnym: USS John C. Stennis (CVN-74), "Theodore Roosevelt" (CVN-71), "Enterprise" (CVN-65), "Dwight D. Eisenhower" (CVN-69). Jedyny inny przypadek cumowania w Norfolk 5 lotniskowców w jednym czasie miał miejsce w 1992, jednakże nie wszystkie z nich posiadały napęd nuklearny.
Prawdopodobnie po raz pierwszy, 20 grudnia 2012 w jednym miejscu zebrało się 5 lotniskowców o napędzie atomowym ("Enterprise", "Dwight D. Eisenhower", "Theodore Roosevelt", "Harry S. Truman", "George H. W. Bush").
Numery pirsów w sposób nieregularny przypisane są poszczególnym rodzajom okrętów, licząc od części głębiej wsuniętej w ląd w kierunku morza. Przykładowo, pirsy 2, 3 i 4 przypisane są okrętom pozostającym w rezerwie, pirsy 5, 7 i 10 używane są głównie przez okręty nawodne, 11 i 12 przede wszystkim przez lotniskowce i inne wielkie okręty nawodne, pirsy 20 do 25 natomiast, przypisane są niszczycielom i okrętom podwodnym.

## Port macierzysty
Naval Station Norfolk jest portem macierzystym dla 75 różnego rodzaju jednostek, m.in.
- 5 lotniskowców
  - "Enterprise" (CVN-65)
  - "Dwight D. Eisenhower" (CVN-69)
  - "Theodore Roosevelt" (CVN-71)
  - "Harry S. Truman" (CVN-75)
  - "George H.W. Bush" (CVN-77)
- 7 krążowników rakietowych typu Ticonderoga;
- 21 niszczycieli rakietowych typu Arleigh Burke
- 5 fregat rakietowych typu Oliver Hazard Perry

## Witryna oficjalna bazy
Naval Station Norfolk (en.)